# Yentl: Original Motion Picture Soundtrack
Yentl: Original Motion Picture Soundtrack è un album discografico di colonna sonora del 1983 relativo al film Yentl e interpretato da Barbra Streisand. 

## Tracce
Musica di Michel Legrand; testi di Alan e Marilyn Bergman.

1. Where Is It Written? – 4:52
2. Papa, Can You Hear Me? – 3:29
3. This Is One of Those Moments – 4:07
4. No Wonder – 2:30
5. The Way He Makes Me Feel – 3:44
6. No Wonder (Part Two) – 3:19
7. Tomorrow Night – 4:43
8. Will Someone Ever Look at Me That Way? – 3:03
9. No Matter What Happens – 4:03
10. No Wonder (Reprise) – 1:05
11. A Piece of Sky – 4:19
12. The Way He Makes Me Feel (Studio version) – 4:09
13. No Matter What Happens (Studio version) – 3:18